# 南十字座
南十字座（拉丁語：Crux）或稱十字架座、南十字星，位於半人馬座和蒼蠅座之間。雖是全天88個星座中最小的星座，但頗具特色，其名稱源自拉丁文的十字，造型如同十字架。在北回歸線 (準確來說是北緯26度30分附近) 以南的地方皆可看到整個星座的四顆亮星。此外相對於南十字，北天也有北十字（天鵝座的中心部分），在其西方另有假十字。

## 可看性

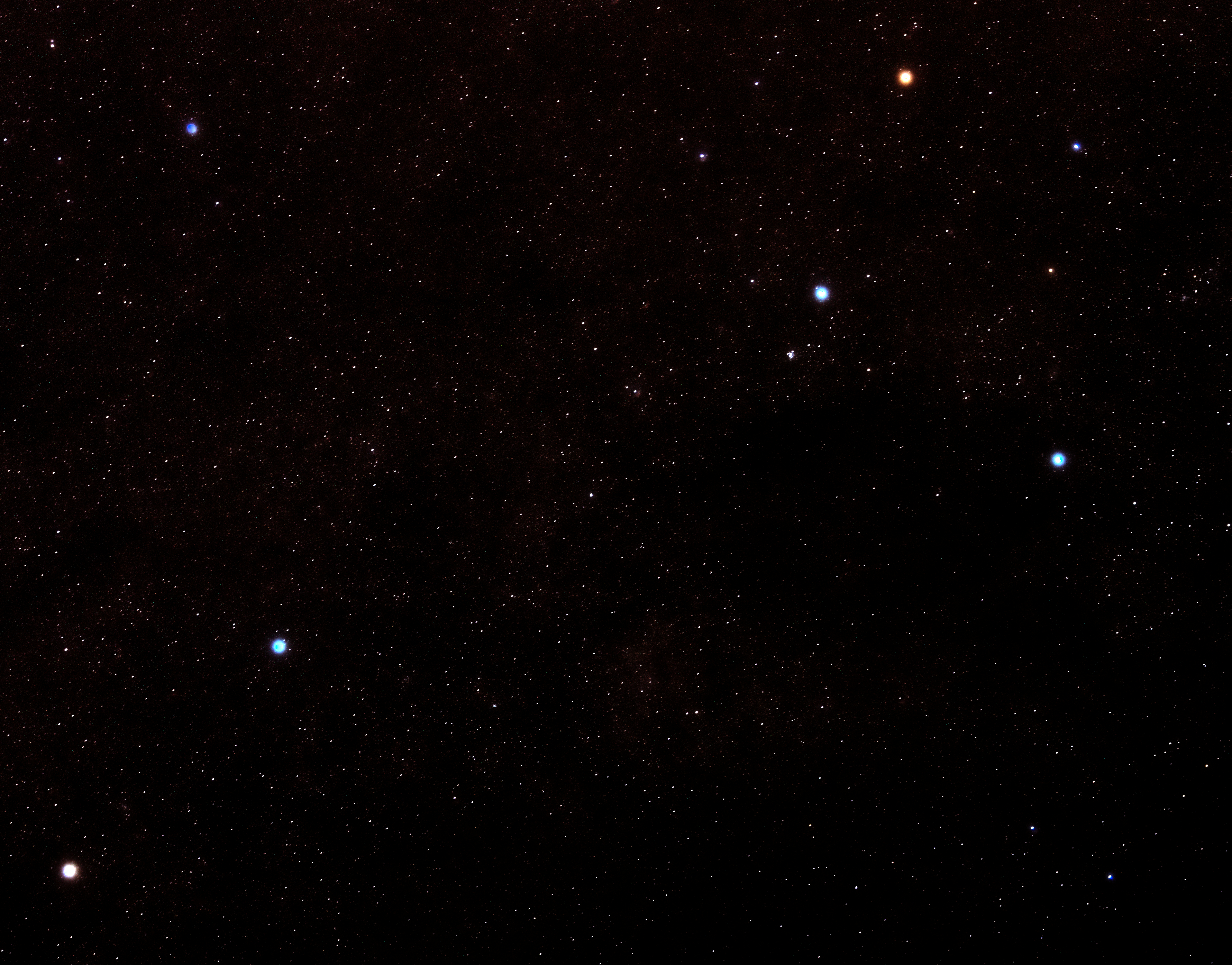
南十字座最亮的五顆星在右上角清晰可見。紅巨星的十字架一（γ）和橘色的巨星南十字座ε明顯的不同於其他三顆藍白色的亮星。

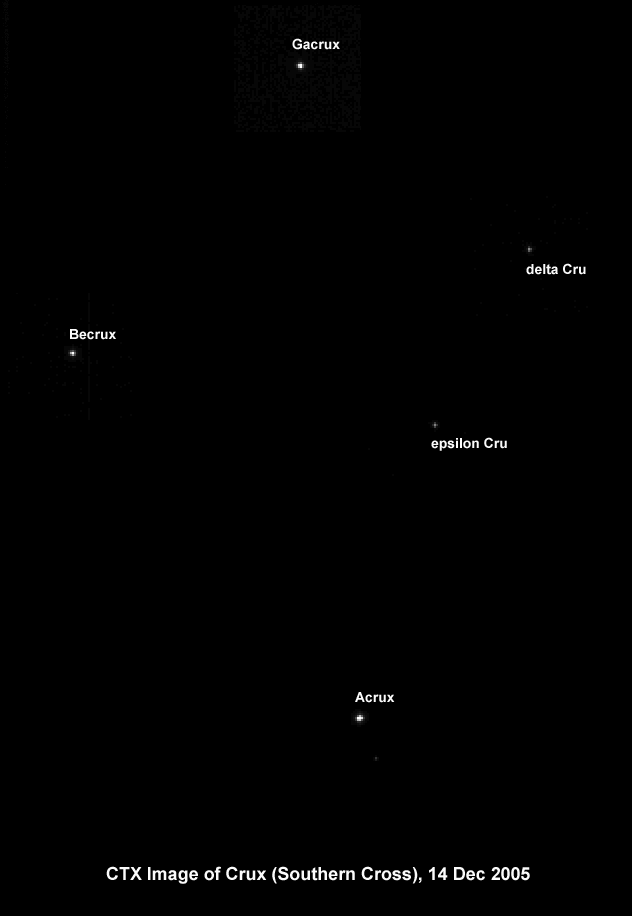
以CTX拍攝的南十字座。

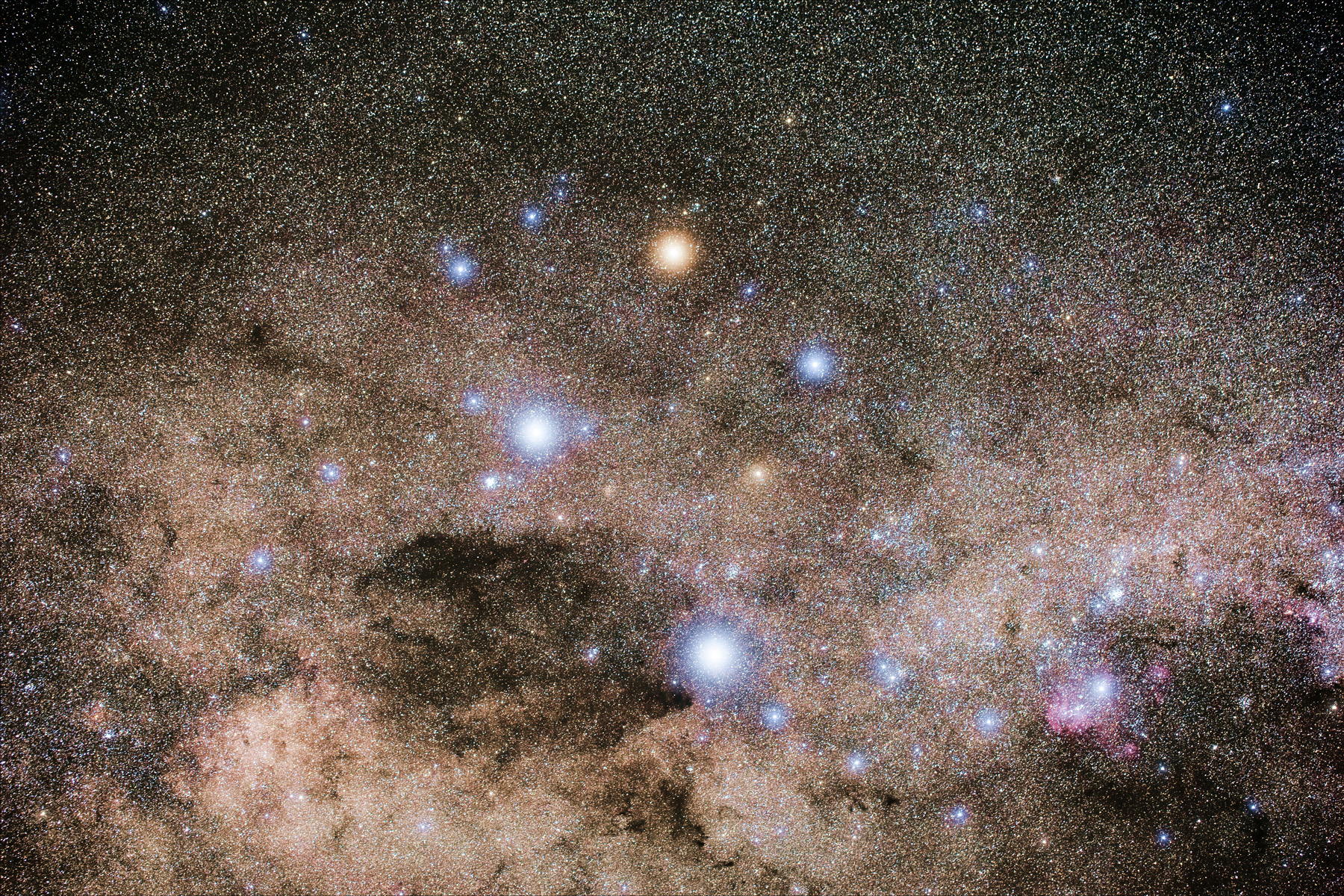
深度曝光的南十字座、煤袋星雲和IC 2944。

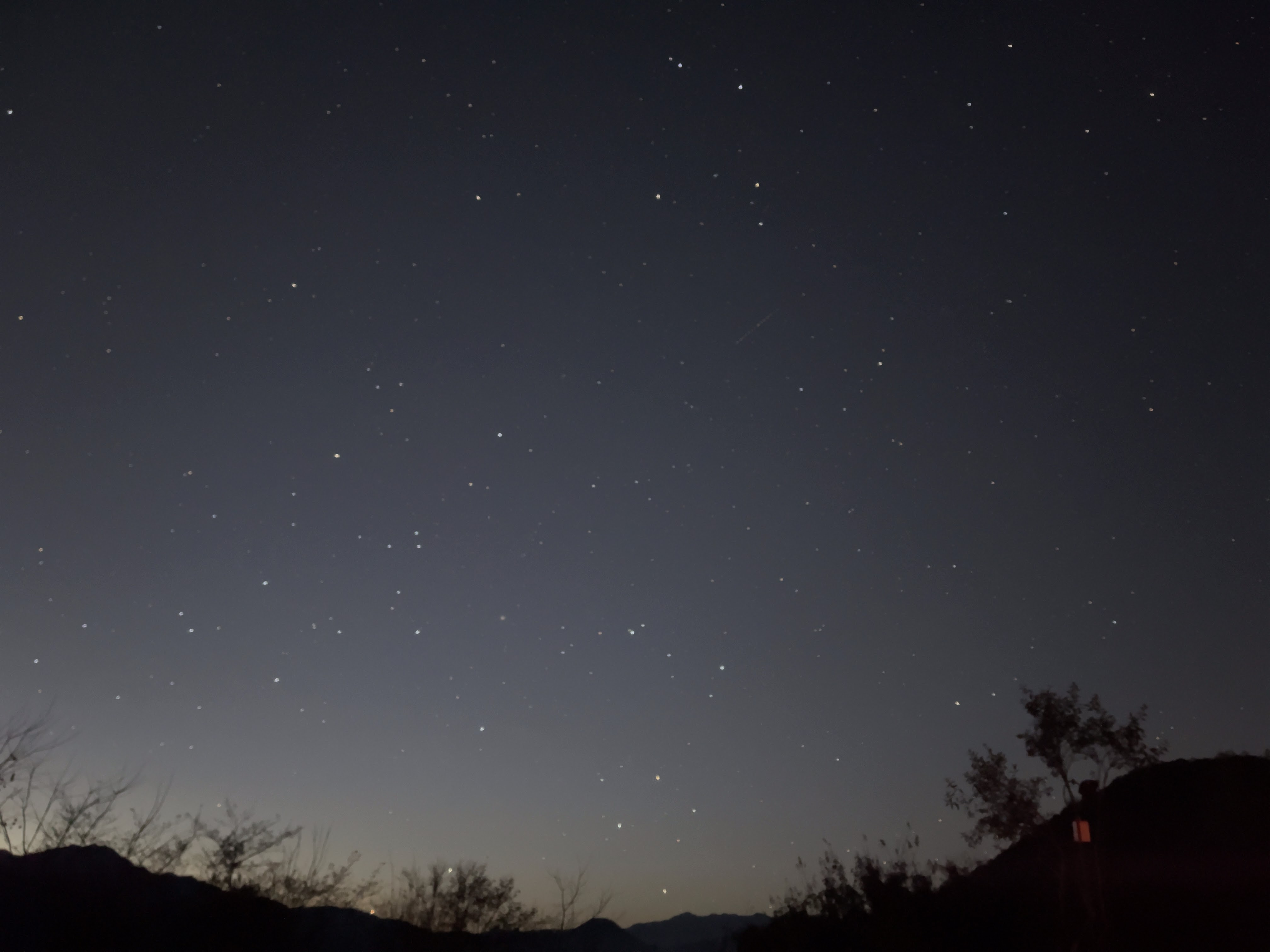
南投卡爾小鎮所見的南十字

在南半球一年中的任何夜晚都很容易看見南十字座，且在北半球低緯度的熱帶地區如馬來西亞、新加坡、越南等地也可以在春天和夏天的夜晚，於地平線附近看見它幾個小時。例如，在北緯25°以南的北半球地區，在4月底可以在晚間10點左右看見它在正南方的低空 (詳細觀測時間可見 stellarium)。
在台灣看南十字是件富有挑戰性的事情，因為它的位置過於南方，使得整個星座只會微微露出台灣的地平線，尤其是最南方的十字架二最難看到。自聖誕節過後一直到六月都可以在夜晚適當的時機看到南十字。看南十字時應挑選正南方視野空曠，即沒有山岳或是建築物遮蔽的地方（可以使用 peakfider 確認正南方仰角一度以上是否有山）。此外良好的天氣及空氣也是關鍵，應選擇晴朗無雲、空氣品質良好(AQI<50) 的日子觀測。若在都市觀測，因為低仰角處光害通常較重，即使最下方的十字架二視星等有 0.67 也常常無法用肉眼認出。這時使用照相機或手機曝光數秒攝影會比較容易確認南十字的位置及低空是否有雲分布，這是因為照相機能比眼睛看到更暗的星體。已知臺灣良好的南十字觀星場所如下：七股海邊、墾丁、南投卡爾小鎮、清境觀星園、麟趾山、七星山、陽明山、玉山北峰（每個能看到南方低空的山都可以）、各個面向南方的海岸等等。另外在苗栗竹南及台中市區也有觀測到完整南十字的紀錄，惟台北盆地內因緯度比較北方，只可見除十字架二以外的三顆星。

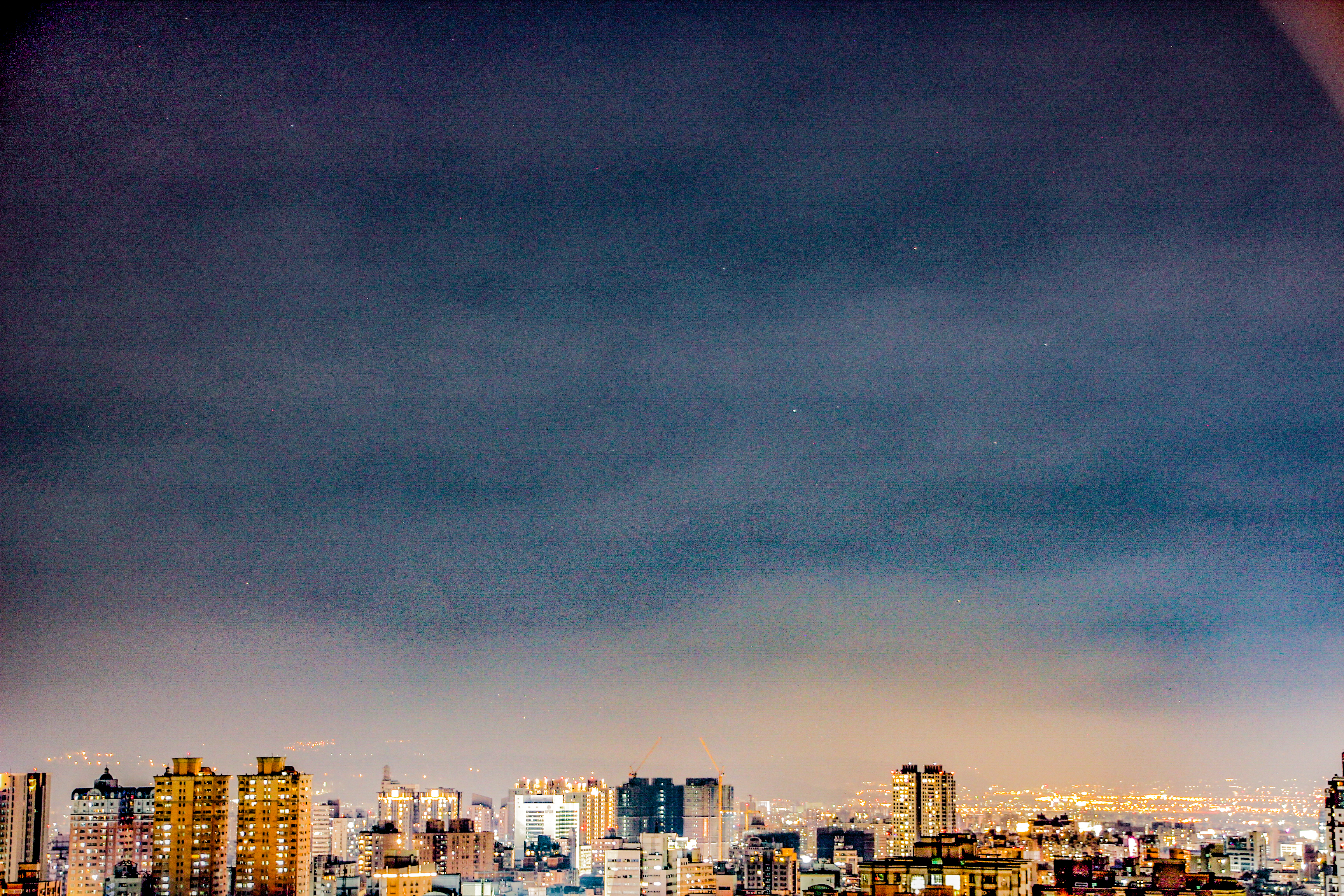
台灣台中市所見的南十字

。

## 位置和辨識
南十字為南天的代表星座，大熊座則為北天的代表星座，但南十字座與大熊座並不是相對的。事實上，在北半球北緯25° 以南，既可以看見南十字（在南方低空），同時也可以看見大熊座（在北方高空）。在天球上與南十字座相對的是仙后座，因此不能在天空中與南十字座同時看見的是仙后座。對南緯34° 以南的地區來說，南十字座是拱極星座，因此只要是夜晚都可見於天空中。
南十字座與半人馬座（環繞著三邊）和蒼蠅座相鄰接。
有些天文初學者會將南十字座與附近的假十字（台灣也可見）混淆。分辨的方法是南十字座的形狀有點像風箏，並且實際上它還有第五顆星（南十字座ε），而偽十字的形狀像鑽石，而且光度較暗，也沒有第五顆星，並且不像南十字具有「指標天南極」的重要功能。

## 值得注意的特徵

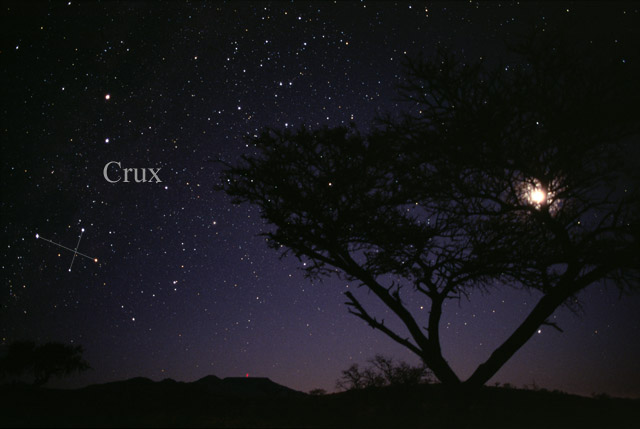
南半球裸眼看見的南十字座。

### 恆星
南十字座五顆星中的三顆——十字架二（α）、十字架三（β）、十字架四（δ）——都是有著共同運動的天蝎-半人馬星協，最靠近太陽的OB星協，的B型星成員。它們也是位於半人馬座-南十字座低處次集團的大質量恆星的成員，這些恆星的年齡都在1,000萬至2,000萬歲之間。

#### 標示
由於南天缺乏顯而易見的極星，α和γ通常被用來標示南極，把它們之間的距離延伸大約4.5倍就是天球南極。或者，以通過 半人馬座α(南門二) 和 β(馬腹一) 連線的中垂線向南延伸，與前述連線的交點就是天球南極。半人馬座α和β這兩顆星通常稱為南極指標星，或是就稱為指極星，而延長半人馬座α和β的連線讓人們可以很容易的找到南十字座，或是十字架座這個小星座。

#### 字母和名字

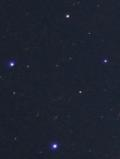
南十字座

組成南十字座的主要4顆恆星是十字架一（γ）、十字架二（α）、十字架三（β）和十字架四（δ）。十字架一是一對雙星，英文固有名稱為。主星是紅色的巨星，視星等1.6等，距離地球88光年；伴星距離地球264光年，視星等6.5等。十字架二的英文固有名稱為，是距離地球321光年的三合星。肉眼所見0.8等的藍色恆星是一對聯星，視星等分別是1.3等和1.8等，另一顆離得較遠的是5等星。靠近的兩顆星使用業餘的小望遠鏡就能分辨出來，雙筒望遠鏡可以看見較遠的那顆，而將它們當成雙星。十字架三的英文固有名稱為，距離地球353光年，是一顆1.3等的藍色巨星。它是一顆仙王β型變星的變星，變光幅度小於0.1星等。十字架四是顆藍白色的巨星，距離地球364光年，視星等2.8等，是4顆星中最暗的。
南十字座的邊界內還有幾顆暗星。南十字座ε是一顆橘色的巨星，視星等3.6等，距離地球228光年。南十字座ι是距離地球125光年的聯星，主星是橘色的巨星，視星等4.6等；伴星只有9.5等。南十字座μ是雙星，主星是4.0等的藍色巨星，伴星是5.1等的藍白色巨星；使用小望遠鏡或大的雙筒徑可以分辨出這兩顆星。

## 深空天体
煤袋星雲是天空中最著名與突出的暗星雲，用肉眼很容易就可以看見位於南天銀河中的這個黑暗的斑點 (但前提是觀測地點要看的到銀河，由於接近地平線在台灣看見這段銀河非常困難)。它非常的大，有5度長、7度寬，距離地球約600光年，而且不是整個都在南十字座的範圍內，有一部分位於蒼蠅座和半人馬座內。
疏散星團NGC 4755，較為人所知的名稱是珠寶盒星團，或南十字κ星團，以肉眼看只是一個模糊的天體，但整體的亮度相當於一顆4.2等的恆星，與地球的距離約7,600光年。這個星團是由約翰·赫歇爾命名的，年齡大約是700萬歲，在銀河系中是最年輕的星團之一，它的外觀看起來像是字母A的形狀。在談譜爾的星團分類中，珠寶盒被歸類為I3r，顯示它有很多的恆星，並且是向中心聚集的星團，很容易從星場中的背景恆星中分辨出來。它擁有100顆以上亮度足以引人注目的恆星，儘管星團中有幾顆明亮的紅巨星，但最亮的恆星幾乎都是藍巨星。南十字κ也是星團中的成員之一，它亦如其名是星團中較亮的恆星之一，視星等是5.9等。

## 歷史

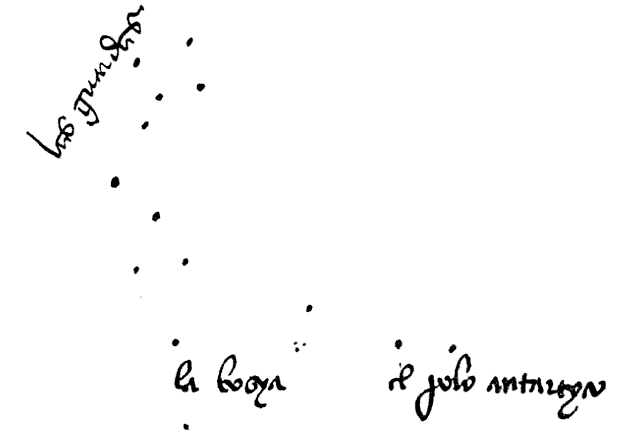
在1500年，醫師兼天文學家（labelled 'Las Guardas'）麥斯特João Faras從新發現的土地巴西寫給葡萄牙國王曼努埃爾一世的信中所描述的南十字座。

古希臘人看見南十字座；托勒密認為它是半人馬座的一部分，在西元前4千年的英國北方可以完整的看見。但是，由於歲差的緣故，逐漸降低了它們在北半球可見的高度，最終成為地平線下的天體，而被居住在北方的人們遺忘了。在西元400年，在雅典已經看不見這個星座的大部分了。
15世紀的威尼斯航海家阿爾維塞·卡達莫斯托在1455年的註解中提到南十字很可能是岡比亞河的出口，稱它為carro dell'ostro（"南方的戰車"）。但是，卡達莫斯托的星座中有著太多的星星，而且不正確的傾斜著。歷史學家普遍相信陪伴著佩德羅·阿爾瓦雷斯·卡布拉爾的葡萄牙國王曼努埃爾一世的御用天文學家兼醫師João Faras，是於1500年在新發現的巴西正確描述出南十字座的第一位歐洲人。Faras在1500年5月1日於巴西的海濱寫給葡萄牙國王的信中描繪和說明了這個星座（稱之為"Las Guardas"）。埃默里·莫利紐克斯於1592年描繪的南十字，也被認為是在圖繪天文學中首度描繪出其特徵。後來，包括Jakob Bartsch在1624年和奧古斯丁·羅耶（Augustin Royer）在1679年，也描繪了這個星座。羅耶有時也會被引述為最初辨識出南十字座特徵的人 探險家亞美利哥·維斯普奇描述南十字座如扁桃（又稱做杏仁）。
通常都認為是法國天文學家奧古斯丁·羅耶在1679年將南十字座從半人馬座分割出來，但是有些歷史學家認為南十字座是彼得勒斯·普朗修斯在1613年創造的。但是南十字座在稍後的1624年才由Jakob Bartsch發表。

## 南十字座的文化意義
南十字座主要的特徵是由四顆恆星構成的十字形，它對南半球的文化有顯著的影響。

### 旗幟和標識

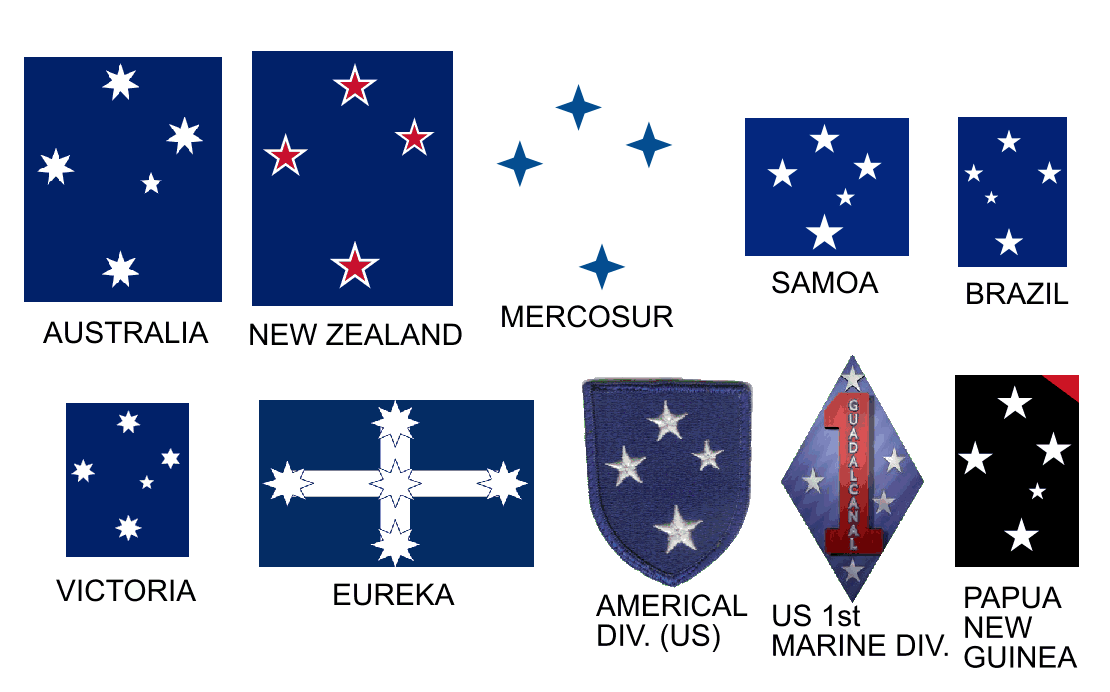
南十字座，出現在一些國旗和標識上。

在殖民時代，南十字座成為一些南半球國家的標識。最亮的一些星出現在澳洲、巴西、紐西蘭、巴布亞新幾內亞和薩摩亞等國的國旗上。它們也出現在澳洲的維多利亞州、澳洲首都區、北方领地、還有智利的麥哲倫區、巴西的隆德里納和一些阿根廷省份的旗幟和標誌或徽章上（例如，火地群島和聖克魯茲)。南方共同市場交易區的標誌也顯示4顆耀眼的明星。南十字座也出現在巴西國徽上面。
在澳洲，南十字作為尤利卡起事的象徵，發揮了關鍵性的作用。彼得·默於1854在尤里卡旗下發表著名演說：我們在南十字下誓言要站在真誠彼此對待，為捍衛我們的自由和全力而戰。對澳大利亞的國旗，澳大利亞詩人班卓·琴新街于1893年寫道：
英國的國旗可能顫振和波動，
在世界各地的海洋翻騰，
但誓死守護澳大利亞的國旗，
是南十字的國旗。
南十字也在1901年被寫進《》內：「耀眼的南十字星下（Beneath our radiant Southern Cross）」，這首歌在1984年成為澳大利亞的國歌。澳大利亞國家板球隊的勝利之歌是：《我站在南十字之下》（Under the Southern Cross I Stand）。
南十字也列入了《巴西國歌》（1909年）的歌詞內：「南十字的形象（A imagem do Cruzeiro resplandece）」。這五顆星也出現在巴西足球隊的高士路體育會的會徽上。南十字不僅在巴西南十字勳章上出現，甚至作為巴西流通貨幣的名稱（克魯賽羅，用於1942-1986和1990-1994年間）。這個星座也出現在巴西錢幣所有現行留通的硬幣上。
在《噢！甜蜜的聖馬丁土地》中，出現南十字的歌詞是：「南十字的夜色下（Thy Southern Cross the night）」。
澳大利亞的尤卡里旗上出現的南十字已經被賦予特別的含意。這個星座也被賦予暗藍的底色，以類似盾牌的臂章用在創立於南半球新喀里多尼亞島的美國陸軍第23師；也以藍鑽石的的臂章使用在美國陸戰第1師，以紀念它們參加南半球島嶼瓜達爾卡納爾和新不列顛的戰役。
在台灣日治時代，南十字星曾是台灣的隱喻和台灣特有的象徵意象。雖然台灣位於北回歸線上，距赤道和南半球國家很遙遠，本不該屬於南十字星地理文化圈之內；但因為，南十字星剛好是台灣可以看到，日本內地 (除沖繩南方的一些島嶼) 看不到的星座；於是南十字星成為台灣特有的識別意象。例如台灣當年新創立學校的校歌，在歌詞裡都常會提到南十字星；駐紮在台灣的日本部隊，部隊歌歌詞也常會有南十字星。大東亞戰爭南進時期，南十字星的各種圖象和歌曲藝術創作更是達到高潮，象徵著大日本帝國向南洋前進的標誌。
在空战射击游戏皇牌空战X中，由于故事的发生地位于“地球”（虚构世界，但是有和现实世界一样的天文观）的南半球。因此主角所在的Gryphus中队的队徽也有南十字的图案，主角的外号也因此为“南十字”。而南十字的图案也是本作的编号“X”的由来。
南十字也出現在某大學天文社的社服上。

### 在非西方的天文學中
南十字座諸星不在中國古代星官之列。但中國南部沿海的漁民和航海者稱之為“燈籠骨星”或“南掛”。
在澳洲原住民天文學，南十字和煤袋星雲是幾個原著民星團的「天空之鴯鶓」的頭部，而南十字本身是代表坐在一顆樹上的負鼠，並象徵著天空之神米拉布卡（Mirrabooka）。
在古代的印度占星學，現代的南十字被稱為Trishanku。
在印度尼西亞和馬來西亞，它被稱為「Buruj Pari」（黃貂魚星座）。
爪哇的人們稱此星座為Gubug pèncèng（「農做小屋」）或lumbung（「糧倉」），因為這個星座的形狀像農做小屋。
毛利人稱南十字為Te Punga（「錨」）。它被認為是獨木舟（意指銀河）下錨之處，指標就是錨索。
在巴塔哥尼亞的馬普切人的語言馬普切語中，南十字座的名稱是Melipal，意思是「四顆星」。在印加文化的克丘亞語，南十字座被稱為Chakana，字面的意思就是「階梯」（chaka、橋樑、鏈圈；hanan、高、在上面），但它蘊藏著克丘亞語神祕主義深層的象徵在其中。
在薩摩亞，這個星座因為它的形狀像菱形，而被稱為「蘇木（Sumu）」（「鱗魨」），同時就像東加一樣，半人馬的α和β被稱為Luatagata（「兩人」）。
在東加，他被稱為「母鴨」（Toloa）；它被描述為一隻向南飛的鴨子，而它的翅膀之一（南十字座δ）被兩人（半人馬座的α和β）扔來的石頭打傷了。煤袋星雲因為它的型狀被稱為Humu（「鱗魨」） 。
在圖阿雷格，南十字座4顆最容易看見的星被認為是iggaren，也就是4顆Maerua crassifolia樹。
波札那的札那人將這個星座看成是Dithutlwa（「兩隻長頸鹿」）。十字架二和十字架三組成公的，十字架一和十字架四組成母的。
十字架二和十字架三，包括半人馬座和圓規座的兩顆亮星，構成大三趾鴕鳥的一隻腳。三趾鴕鳥是巴西Bororo人的星座。阿根廷的莫科維人也將南十字座的這些星看成三趾鴕鳥，並且被兩隻狗攻擊，這兩隻狗是由半人馬座和圓規座的亮星組成的，狗的頭是半人馬α和β。三趾鴕鳥的身體由南十字座主要的4顆星組成，頭是十字架一（南十字座γ），而它的腳是蒼蠅座的亮星。

### 引用
1. ↑  Pasachoff, Jay M. . Houghton Miflin. 2000: 67. ISBN 978-0-395-93431-9.
2. ↑  .   [March 4, 2011]. （原始内容存档于2019-03-24）.
3. ↑  Preibisch, T., Mamajek, E. . Handbook of Star-Forming Regions. 2008, 2: 0. Bibcode:2008hsf2.book..235P. arXiv:0809.0407 .
4. ↑  de Geus, E. J., de Zeeuw, P. T., & Lub, J. . Astronomy & Astrophysics. 1989, 216 (3): 44–61. Bibcode:1989A&A...216...44D.
5. ↑  Mamajek, E.E., Meyer, M.R., & Liebert, J. . Astronomical Journal. 2002, 124 (3): 1670–1694. Bibcode:2002AJ....124.1670M. arXiv:astro-ph/0205417 . doi:10.1086/341952.
6. 1 2 3 4 5 6 7 8 9  Ridpath & Tirion 2001，第132-133頁.
7. 1 2  Levy 2005，第87頁.
8. 1 2  Pasachoff 2006.
9. 1 2  Staal 1988，第247頁.
10. ↑  "We likewise observed...due south by compass, a constellation of six large bright stars, in the figure of a cross in this form...we conjectured this to be the southern chariot, but could not expect to observe the principal star, as we had not yet lost sight of the north pole." A. Cadamosto Navigatione, written c.1465（1550 Ramusio edition, p.116r （页面存档备份，存于）;  1811 Kerr edition p.244 （页面存档备份，存于））
11. ↑  Brasileiro, Instituto Histórico e Geográfico. . 1863: 342  [2020-09-07]. （原始内容存档于2020-03-16） （巴西葡萄牙语）.
12. ↑  Staal 1988，第249頁.
13. ↑  徐剛、王燕平《星空帝國》頁227
14. ↑  . Space Yuga. 2010-02-10  [2011-06-15]. （原始内容存档于2012-01-30）.
15. ↑  Daldjoeni, N. . Environmentalist. 1984-07-01, 4 (7): 15–18. ISSN 1573-2991. doi:10.1007/BF01907286 （英语）.
16. ↑  . 23 June 2007  [9 July 2012]. （原始内容存档于2012年1月4日）.
17. ↑  Velt 1990.
18. ↑  Clegg, Andrew. . Botswana Notes and Records. 1986, 18: 33–37. JSTOR 40979758.
19. ↑  Staal 1988，第251頁.

### 书籍
- Levy, David H., , Prometheus Books, 2005, ISBN 1-59102-361-0
- Pasachoff, Jay M., , Houghton Mifflin, 2006
- Ridpath, Ian; Tirion, Wil, , Princeton University Press, 2001, ISBN 0-691-08913-2
- Velt, Kik, , 'Atenisi University, 1990

## 外部連結
- Letter of Andrea Corsali 1516-1989: with additional material （页面存档备份，存于）（"the first description and illustration of the Southern Cross, with speculations about Australia ..."）digitised by the National Library of Australia.
- The Deep Photographic Guide to the Constellations: Crux（页面存档备份，存于）.
- The Cambridge Guide to the Constellations, Michael E. Bakich, Cambridge University Press, 1995, pg. 85.
- Universe: The Definitive Visual Dictionary, Robert Dinwiddie and others., DK Adult Publishing,（2005）, pg. 396.
- The Sign of the Southern Cross Black Sabbath
- Ian Ridpath and Wil Tirion (2007). Stars and Planets Guide, Collins, London. ISBN 978-0-00-725120-9. Princeton University Press, Princeton. ISBN 978-0-691-13556-4.
- Southern Cross （页面存档备份，存于） Starry Night Photography.
- Star Tales – Crux（页面存档备份，存于）
- Finding the South Pole in the sky （页面存档备份，存于）
- Southern Cross in Te Ara – the Encyclopedia of New Zealand
- Tell time from the position of the southern cross http://puggle.byethost14.com/homepage/cruxstuff.html （页面存档备份，存于）